# Jezevec šedý
Jezevec šedý (Melogale moschata) je lasicovitá šelma ze skupiny takzvaných stromových jezevců, která je rozšířená na severu jihovýchodní Asie a v jihovýchodní Číně.

## Popis
Jezevci šedí jsou menší a lehčí než lesní (rod Meles) nebo američtí (rod Taxidea) jezevci. Na rozdíl od těchto rodů jsou více flexibilní a schopni pohybu po větvích stromů. Dorůstají délky 30–43 cm, ocas měří 15 až 23 centimetrů. Váží kolem 3 kg. Barva srsti je šedá až šedo-hnědá se světlým pruhem na hřbetu. Mají výraznou obličejovou kresbu.

## Výskyt a chování
Jezevec šedý žije na pastvinách, v otevřených lesích a tropických deštných pralesích od severovýchodní Indie po jižní Čínu, včetně území Hongkongu, Tchaj-wanu, Macaa a severní Indočíny. Dobře se adaptuje na území pozměněné lidskou činností a pobývá i v zemědělských oblastech, jako jsou rýžová pole. Pohybuje se v blízkosti lidské populace, ale nevytváří s lidmi žádné konflikty, jelikož neloví drůbež a nemá tendenci ničit majetek.
Jezevci šedí se živí převážně bezobratlými (např. žížaly, červi, hlemýždi), občasně také malými obratlovci (savci, obojživelníci, ptáci, ještěrky) a nepohrdnou ani ovocem (např. čínské švestky, čínské kiwi, datlové švestky, orientální rozinky).